# Ізраїльсько-латвійські відносини
Ізраїльсько-латвійські відносини — історичні та теперішні міжнародні двосторонні дипломатичні, культурні, військові, політичні та інші відносини між Латвією і Ізраїлем . У Латвії є посольство у Тель-Авіві і два почесних консульства в Ашдоді і Реховоті, в Ізраїлі є посольство у Ризі. На даний мамент послом Ізраїлю в Латвії є Лірон Бар-Саді.
Обидві держави є членами Союзу для Середземномор'я.

## Історія
До Другої світової війни на території Латвійської республіки проживали приблизно 60 000 євреїв, майже всі з них загинули під час Голокосту . Тільки в одному Румбульском лісі біля латвійської столиці Риги за два дні було вбито 25 000 чоловік .
Ізраїль визнав Латвію відразу після падіння "Залізної завіси " 4 вересня 1991 року. Формальні відносини почалися 6 січня 1992 року. МЗС Ізраїлю ухвалив рішення заснувати одне посольство в Ризі, яке б одночасно представляло єврейську державу в Латвії та Литві. Через кілька років литовський уряд відкрив своє посольство в Тель-Авіві.
На даний момент в Латвії проживають близько 9000 євреїв.
28 липня 2013 року президент Ізраїлю Шимон Перес відвідав Латвію з офіційним триденним візитом, в ході якого зустрівся з керівництвом республіки.
29 лютого 2016 року в Єрусалимі пройшла латвійсько-ізраїльська зустріч у рамках політичних консультацій. Латвійську делегацію очолював глава дирекції латвійського МЗС щодо двосторонніх відносин, посол Marģers Krams. Ізраїльську делегацію очолював Авів Широн, заступник генерального директора МЗС Ізраїлю з європейських справ. На зустрічі обговорювалися політичне і економічне співробітництво між країнами, а також між Ізраїлем і ЄС, і місцеві регіональні питання. Ізраїль є постійним торговим партнером Латвії, особливо в сферах ICT, біотехнології, харчових продуктах і туризмі. Також мова йшла про диверсифікацію енергоносіїв, цифрової дипломатії і кібербезпеки.
У березні 2016 року член латвійського парламенту Карліс Сержантс у радіоінтерв'ю заявив, що «представники особливої національності є „особливо розумними“ і користуються законом, балансують на межі». Коли ведучий запитав його, про яку національність йде мова, про латвійців чи росіян, член парламенту прямо відповів: «Я маю на увазі євреїв». Його слова зазнали критики як в Латвії, так і різними чиновниками ЄС . Сержантс заявив пізніше, що не мав на увазі нічого поганого, а навпаки говорив про євреїв тільки в позитивному ключі. З 2014 року Сержантс є членом парламентської групи, що співпрацює з ізраїльським Кнесетом.
У листопаді 2016 року у врученні вірчих грамот президент Ізраїлю Реувен Рівлін привітав латвійського посла зі вступом її країни в OECD і нагадав, що в 2017 році обидві країни будуть відзначати 25-річчя з дня встановлення дипломатичних відносин. Крім того, Рівлін заявив, що хотів би відвідати Латвію в 2018 році, щоб привітати керівництво країни зі 100-річчям від дня незалежності . Президент також подякував послу Латвії за те, що її країна голосувала проти резолюції ЮНЕСКО, яка заперечувала зв'язок євреїв з Храмової горою в Єрусалимі . У свою чергу посол Гавеле сказала, що в Ізраїлі сьогодні живуть 4000 латвійських євреїв — вони є мостом, що зв'язує дві держави. Крім того, вона розповіла, що працюючи в архівах МЗС Латвії, знайшла лист, написаний в 1992 році Шимоном Пересом, яке дає дозвіл Наомі Бен-Амі відкрити перше ізраїльське посольство в Ризі.
У березні 2017 року Ізраїль відвідав латвійський міністр оборони Раймондс Берґманіс. Він зустрівся зі своїм колегою Авігдором Ліберманом і відвідав музей Яд ва-Шем в Єрусалимі . Сторони обговорили поточну міжнародну обстановку, безпеку на Близькому Сході і в країнах Балтії. Ліберман підкреслив, що одним з важливих напрямків міжнародної політики Ізраїлю є зміцнення зв'язків з балтійськими країнами і з ЄС в цілому, тому візит Берґманіса має велике значення для єврейської держави. Сторони домовилися про подальшу співпрацю, особливо в сфері кібербезпеки всіх родів військ.
Глава латвійського МЗС Едгар Ринкевич відвідав Ізраїль з офіційним візитом 7 червня 2018 року і зустрівся з ізраїльським прем'єром Нетаньяху у його резиденції в Єрусалимі. Сторони обговорили «іранську агресію і розвиток подій в регіоні, а також питання зміцнення відносин між двома країнами».
24 серпня 2018 Нетаньяху взяв участь у саміті прем'єр-міністрів країн Балтії, що проходив у Латвії в Литовській національній бібліотеці, а також провів окремі переговори з прем'єром Латвії Марісом Кучінскісом і прем'єром Естонії Юрі Ратас. Сторони обговорили зміцнення відносин між Ізраїлем і країнами Балтії, а також розширення співпраці в різних сферах.

## Співпраця у військовій сфері
У лютому 2018 року Латвія підписала контракт на закупівлю в Ізраїлі партії протитанкових ракет «Спайк». Сума угоди склала € 105 млн, а термін її виконання — до 2023 року.